# The Secret Life of Bees
The Secret Lifes of Bees är en amerikansk äventyrsfilm från 2009 i regi av Gina Prince-Bythewood.
Filmen är baserad på boken The Secret Life of Bees skriven av Sue Mon Kidd. 14-åriga Dakota Fanning spelar Lily Owens, som lever runt år 1964 då hennes mamma dör. Hon reser då bort tillsammans med sin barnskötare Rosaleen för att lämna Lilys pappa och deras gård i Södra Kalifornien bakom sig.

## Medverkande
- Dakota Fanning – Lily Owens
- Jennifer Hudson – Rosaleen "July" Daise
- Queen Latifah – August Boatwright
- Alicia Keys – June Boatwright
- Sophie Okonedo – May Boatwright
- Paul Bettany – T-Ray Owens, Lilys far
- Hilarie Burton – Deborah Owens, Lilys mor
- Tristan Wilds – Zach Taylor, vän till May och Lily
- Nate Parker – Neil, Junes pojkvän
- Shondrella Avery – Greta Taylor, Zachs mor